# Porto Amazonas
Porto Amazonas est une municipalité brésilienne située dans l'État du Paraná.